# Trophée Clarins 2023
Il Trophée Clarins 2023 è un torneo di tennis femminile giocato sui campi in terra rossa all'aperto. È la 2ª edizione del torneo, che fa parte del WTA Challenger Tour 2023. Il torneo si gioca al Lagardère Paris Racing Club di Parigi in Francia dal 15 al 21 maggio 2023.

## Partecipanti al singolare

### Teste di serie
| Nazionalità | Giocatrice           | Ranking* | Testa di serie |
| ----------- | -------------------- | -------- | -------------- |
|             | Aljaksandra Sasnovič | 44       | 1              |
|             | Varvara Gračëva      | 46       | 2              |
| Stati Uniti | Alycia Parks         | 49       | 3              |
| Rep. Ceca   | Linda Nosková        | 54       | 4              |
|             | Anna Kalinskaja      | 57       | 5              |
| Stati Uniti | Caty McNally         | 62       | 6              |
| Francia     | Alizé Cornet         | 64       | 7              |
| Germania    | Anna-Lena Friedsam   | 88       | 8              |
|             | Kamilla Rachimova    | 90       | 9              |

* Ranking all'8 maggio 2023.

### Altre partecipanti
Le seguenti giocatrici hanno ricevuto una wild card per il tabellone principale:
- Mirra Andreeva
- Fiona Ferro
- Varvara Gračëva
- Séléna Janicijevic
- Carole Monnet
- Aljaksandra Sasnovič

Le seguenti giocatrici sono subentrata in tabellone come alternate:
- Ashlyn Krueger
- Oksana Selechmet'eva

Le seguenti giocatrici sono passate dalle qualificazioni:
- Loïs Boisson
- Elizabeth Mandlik
- Chloé Paquet
- Carol Zhao

La seguente giocatrice è subentrata in tabellone come lucky loser:
- Elsa Jacquemot

### Ritiri
Prima del torneo
- Anna Blinkova → sostituita da  Jang Su-jeong
- Jodie Burrage → sostituita da  Polina Kudermetova
- Linda Fruhvirtová → sostituita da  Yuan Yue
- Léolia Jeanjean → sostituita da  Elsa Jacquemot
- Anna Kalinskaja → sostituita da  Ashlyn Krueger
- Tamara Korpatsch → sostituita da  Oksana Selechmet'eva
- Tatjana Maria → sostituita da  Sinja Kraus
- Rebecca Marino → sostituita da  Katherine Sebov
- Camila Osorio → sostituita da  Kristina Mladenovic

## Partecipanti al doppio

### Teste di serie
| Nazione   | Giocatrice          | Nazione     | Giocatrice        | Rank1 | Seed |
| --------- | ------------------- | ----------- | ----------------- | ----- | ---- |
| Ucraina   | Nadiia Kičenok      | Stati Uniti | Alycia Parks      | 99    | 1    |
| Rep. Ceca | Miriam Kolodziejová | Slovacchia  | Tereza Mihalíková | 99    | 2    |

* Ranking all'8 maggio 2023.

### Altre partecipanti
Le seguenti giocatrici hanno ricevuto una wild card per il tabellone principale:
- Fiona Ferro /  Diane Parry

## Campionesse

### Singolare
Diane Parry ha sconfitto in finale  Caty McNally per ritiro.

### Doppio
Anna Danilina /  Vera Zvonarëva hanno sconfitto in finale  Nadiia Kičenok /  Alycia Parks con il punteggio di 5-7, 7-6(2), [14-12].